# Anthony Francis Sharma
Anthony Francis Sharma SJ (ur. 12 grudnia 1937 w Katmandu, zm. 8 grudnia 2015 tamże) – indyjski duchowny katolicki posługujący w Nepalu, jezuita, superior misji "sui iuris" Nepalu (1984-1996), prefekt apostolski Nepalu (1996-2007) i wikariusz apostolski tego kraju w latach 2007-2014.

## Życiorys
Święcenia kapłańskie otrzymał 4 maja 1968 w zakonie jezuitów. Pracował przede wszystkim w jezuickich szkołach prowincji Darjeeling.
9 kwietnia 1984 papież Jan Paweł II mianował go superiorem misji "sui iuris" Nepalu. Od 8 listopada 1996 do 10 lutego 2007 prefekt apostolski tego samego kraju. 10 lutego 2007 papież Benedykt XVI mianował biskupem ze stolicą tytularną Gigthi i wikariuszem apostolskim Nepalu. 5 maja 2007 z rąk arcybiskupa Pedra Lópeza Quintany przyjął sakrę biskupią. 25 kwietnia 2014 ze względu na wiek na ręce papieża Franciszka złożył rezygnację z zajmowanej funkcji.
Zmarł w Katmandu 8 grudnia 2015.